# Școala Militară de Maiștri Militari și Subofițeri a Forțelor Aeriene „Traian Vuia”
Școala Militară de Maiștri Militari și Subofițeri a Forțelor Aeriene „Traian Vuia” este o instituție a învățământului militar românesc, continuatoare a Școlii Tehnice a Aeronauticii.

## Istoric
Școala Militară de Ofițeri Mecanici și Maiștri de Aviație a fost înființată la Mediaș, prin Ordinul Marelui Stat Major nr. 64067/14.03.1946.
În aprilie 1951, prin Ordinul C.F.A.M. nr. 780/1951, școala s-a mutat de la Mediaș la Sibiu și a fost redenumită Școala Tehnică de Aviație nr. 1. Tot atunci, Școala de Sergenți Tehnici de Aviație (specialitățile avion-motor, instalații electrice, radio) s-a mutat de la Sibiu la Mediaș și, în baza Ordinului Marelui Stat Major nr. 0159219/10 iunie 1952, a primit denumirea de Școala Tehnică de Aviație nr. 2. Prin Ordinul Marelui Stat Major nr. 008938/1953, cele două școli s-au unificat sub numele de Școala Militară Tehnică de Aviație la care s-a adăugat numele lui Traian Vuia prin Decretul Prezidiului Marii Adunări Naționale nr. 384/4 septembrie 1954. În 1960 s-a transformat în Școala Militară de Maiștri de Aviație „Traian Vuia”.
Începând cu 24 ianuarie 1990, în baza aprobării ministrului apărării naționale, Grupul Aviație Școală Tehnică „Traian Vuia” redevine Școala Militară de Maiștri de Aviație „Traian Vuia” și, în baza Ordinului C.Av.M. nr. AS 0308/27 februarie 1990, trece din subordinea Școlii Militare de Ofițeri de Aviație în subordinea Comandamentului Aviației Militare.
La 1 octombrie 2001, se unifică cu Școala Militară de Maiștri Militari și Subofițeri de Artilerie Antiaeriană și Radiolocație sub numele de Școala Militară de Maiștri Militari și Subofițeri a Forțelor Aeriene „Traian Vuia”. În baza Ordinului ministrului apărării naționale nr. MS 74/2004, respectiv M. 167/23 noiembrie 2004, funcționează din 1 octombrie 2004 cu Școala de Aplicație pentru Forțele Aeriene „Aurel Vlaicu” în garnizoana Boboc, Buzău unde a fost dislocată de la Mediaș.
Școala a avut următorii comandanți:
- comandor Dumitru Săndulescu (1946);
- colonel Alexandru Zaharescu (1946-1947);
- comandor Nicolae Balotescu (1947-1948);
- comandor Nicolae Grigore (1948);
- colonel Dumitru Pârvulescu (1948-1950);
- colonel ing. Achim Limbășan (1950-1951);
- locotenent-colonel Mihail Popescu (1951);
- maior Stoica Cioceanu (1951-1953);
- colonel Teodor Tărnăuceanu (1953-1955) și (1956-1957);
- locotenent-colonel Laurențiu Manu (1957-1960);
- locotenent-colonel ing. Vasile Doljanu (1960-1968);
- colonel Dimitrie Moraru (1970-1985);
- colonel ing. Gheorghe Grigorie (1985);
- colonel ing. Alexandru Gheorghiu (1985-1989);
- comandor Teodor Cora (1989-1990);
- general de flotilă aeriană Viorel Andrei (1990-1996);
- comandor Teodor Cora (1996-2001);
- comandor Marian Milea (2001-2004);
- comandor Ilie Andrei (2004-2007);
- comandor Constantin Stanciu (2007-2016);
- comandor inginer Valentin Enache (2016-2020);
- comandor inginer Stefan Daniel Cotigă (2020-...).